# В-14 (велосипед)

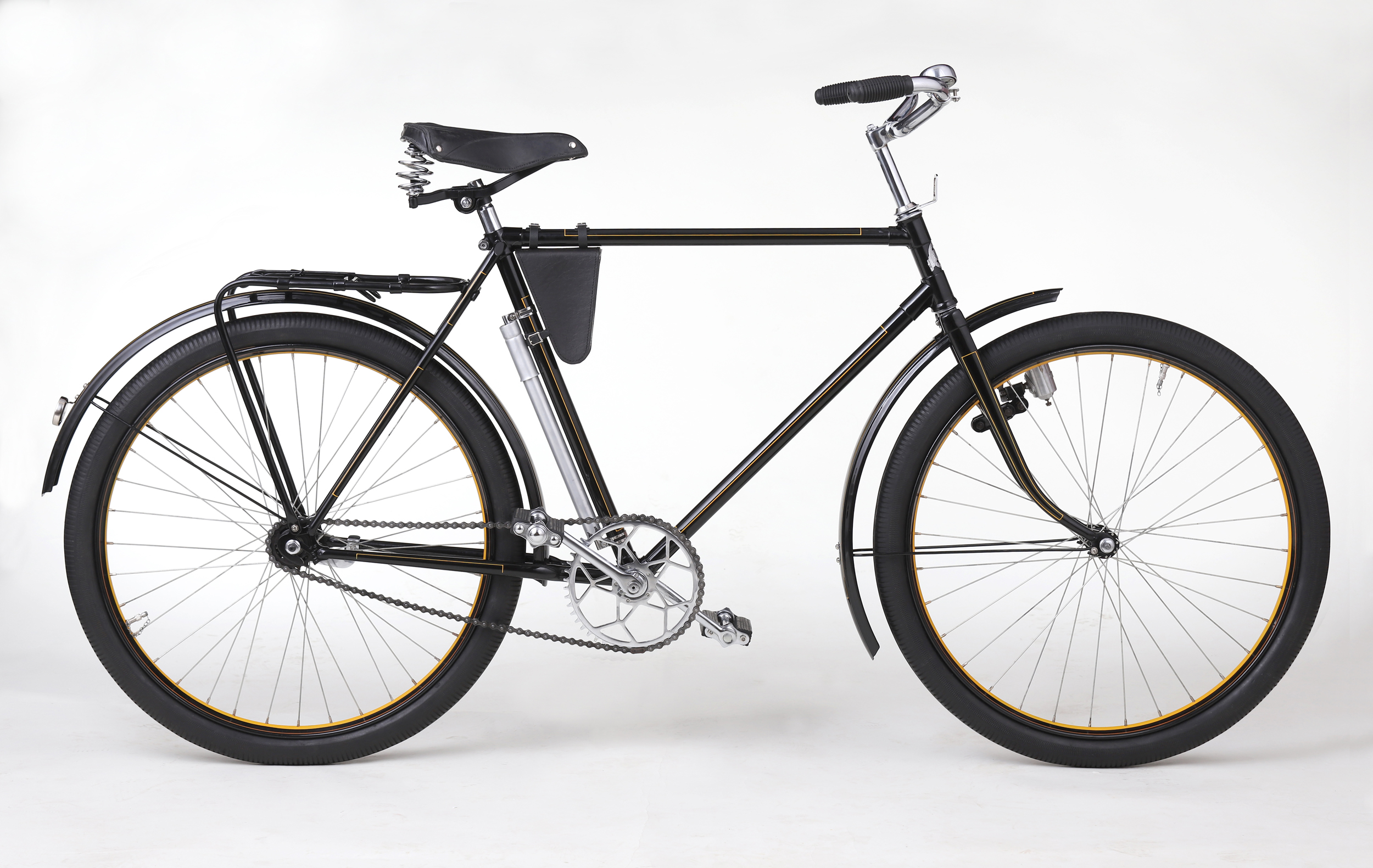
Чоловічий дорожній велосипед В-14 виробництва Харківського велозаводу, модель 1946 року

В-14 — чоловічий дорожній велосипед виробництва Харківського велозаводу. Роки виробництва — 1946–1950. Відомий як перший велосипед, що вироблявся ХВЗ в післявоєнний час.

## Загальні відомості
Після Другої світової війни в Харкові було відновлено роботу велосипедного заводу. Виробнича база підприємства була поповнена обладнанням та верстатами, велосипедних заводів вивезених з Німеччини як військові репарації. Першою масовою продукцією нового підприємства в другій половині 1940-х років стали чоловічі дорожні велосипеди В-14 та В-17 створені значною мірою за німецькими зразками.
Одразу в 1946 році на новоствореному Львівському велозаводі також почалось виробництво моделі В-14. Велосипеди складали із комплектів деталей що поставлялись з ХВЗ.. Особливістю велосипеда був розмір коліс 26″ з високопрофільними покришками 26х2″ з глибоким протектором. Така конфігурація позиціювалась як велосипед для сільської місцевості та доріг з м'яким покриттям.
Заднє колесо оснащувалось гальмівною втулкою «Torpedo» Fichel&Sachs німецького виробництва котрі постачались з Німеччини як військові репарації. В 1950 році виробництво велосипеда В-14 було припинено і подалі в СРСР ніколи не вироблялись чоловічі дорожні велосипеди на колесах 26″.

## Конструкція велосипеда
Рама велосипеда закритого типу, паяна зі сталевих труб. Вилка жорстка, звичайної конструкції. Каретка педалей (типу BSA), важелі педалей кріпились стопорним клином. Педалі збірні, штамповані зі сталі, хромовані з гумовими вставками різьба кріплення дюймова. Кермо фіксоване, регулювалось лише по висоті.
Обода коліс сталеві (з профілем «чайка») фарбовані. Розмір шин 26х2″. Заднє колесо оснащувалось німецькою гальмівною втулкою «Torpedo». Сідло з двома задніми вертикальними та десятьма горизонтальними пружинами. Верх сідла був кроєним, зшитим з м'якої шкіри з товстою повстяною підкладкою.
Велосипеди фарбувалися в чорний колір. Рама, крила і колеса прикрашались ліновками, на пізніших моделях барвистими декоративними графічними елементами. На задньому крилі встановлювався катафот зі склом рубінового кольору. На вузлі кріплення заднього колеса штампувався серійний номер та рік виробництва велосипеда.
Велосипеди В-14 поставлялися в продаж, в стандартній комплектації, в яку входили нарамна сумочка з інструментами, велоаптечка, насос та дзвоник. Додатково можна було придбати багажник, лічильник пробігу, фару та динамку.
Технічні характеристики чоловічого дорожнього велосипеда В-14:
- Висота рами — 540 мм
- База — 1130 мм
- Висота каретки — 285 мм
- Кут нахилу труби керма — 68
- Кут нахилу труби сідла — 68
- Розмір шин — 26 х 2″
- Передня зірка (число зубців) — 48
- Задня зірка (число зубців) — 18 або 19
- Кількість передач — 1
- Ланцюг роликовий — 12,7×3,4 мм, 110 ланок
- Вага велосипеда без приладдя — 16,5 кг

## Цікаві факти
- На велосипедах виробництва 1946 року встановлювалась емблема з написом українською мовою «Харків».
- Заднє колесо оснащувалось гальмівною втулкою «Torpedo» заводу Fichtel & Sachs AG, Abteilung Reichenbach в місті Райхенбах котрі постачались АТ Awtowelo з Німеччини як військові репарації. Згодом на ХВЗ було налагоджено виробництво копії такої втулки. Її випускали до 1990-х років допоки існувало власне виробництво на ХВЗ.

|                                                                               |
| Велосипед В-14 виробництва Харківського велосипедного заводу, модель1946 року |

|  |
|  |

|  |
|  |

|                                                                                                   |
| На велосипедах виробництва 1946 року встановлювалась емблема з написом українською мовою «Харків» |